# Alex Nimely
Alex Tchuimeni-Nimely, född 11 maj 1991 i Monrovia, mer känd som enbart Alex Nimely, är en liberiansk fotbollsspelare som spelar som anfallare för rumänska Viitorul Constanța.

## Klubbkarriär

### Tidig karriär
Han började sin professionella karriär i Mighty Barrolle och Cotonsport Garoua. Han provspelade i december 2007 för Manchester City.

### Manchester City
Den 16 januari 2008 skrev Nimely på ett 4-årskontrakt med Manchester City. Han gjorde sin debut när han byttes in i matchen mot Burnley den 3 april 2010.

## Landslagskarriär
Den 12 maj 2008 tackade Nimely nej till att spela för det liberiska landslaget i kvalet till Fotbolls-VM 2010 och förklarade för pressen att han valde att spela för England, eftersom hans far är engelsk. Han blev uttagen i Englands U20-landslag till U20-VM 2009. Han gjorde sitt första mål i den sista gruppspelsmatchen mot Uzbekistan.